# Dhule
Dhule (Marathi धुळे) ist eine Großstadt mit rund 420.000 Einwohnern im Nordwesten des indischen Bundesstaats Maharashtra. Sie ist Verwaltungssitz des Distrikts Dhule.

## Lage und Klima
Dhule liegt in ca. 270 m Höhe am Fluss Panzara bzw. an einer Nationalstraße, die von Delhi (ca. 1100 km nordöstlich), Agra, Gwalior und Indore kommend über Nashik bis nach Mumbai (ca. 325 km südwestlich) führt. Das Klima ist warm bis heiß; Regen (ca. 605 mm/Jahr) fällt nahezu ausschließlich in der sommerlichen Monsunzeit.

## Bevölkerung
| Jahr      | 1991    | 2001    | 2011    |
| Einwohner | 278.317 | 341.755 | 375.559 |

Ca. 64,5 % der Einwohner sind Hindus, ca. 31,5 % sind Moslems und ca. 1,5 % sind Jains. Christen, Buddhisten und Sikhs bilden zahlenmäßig kleine Minderheiten. Der Männeranteil ist ca. 8 % höher als der weibliche.

## Wirtschaft
Dhule liegt in einer agrarisch geprägten Landschaft. In der Stadt haben sich Händler, Handwerker und Dienstleister aller Art angesiedelt. Die günstige Lage am National Highway und der Anschluss an das indische Eisenbahnnetz führten zu einer anhaltenden wirtschaftlichen Entwicklung der Stadt, in der auch Sonnen- und Windenergie bedeutende Rollen spielen.

## Geschichte
Vom ausgehenden 14. bis zum Ende des 16. Jahrhunderts gehörte der kleine Ort Dhule zum Sultanat Khandesh; danach kam er zum Mogulreich und nach dessen Niedergang zum Marathenreich. Nach dem Dritten Marathenkrieg (1818) bemächtigten sich die Briten der gesamten Region und gliederten den Ort in den neugeschaffenen Distrikt Khandesh ein.

## Sehenswürdigkeiten
Abgesehen von einigen neuen Tempeln und Parkanlage bietet Dhule weder historisch noch kulturell bedeutsame Sehenswürdigkeiten.